# America 24
(Frase conclusiva di ogni puntata)
America 24 è stato un programma radiofonico trasmesso da Radio 24 e condotto da Mario Calvo-Platero da New York.
Nata nel gennaio 2010, la trasmissione tratta tematiche relative alla politica, all'economia, al costume e alla società statunitense attraverso commenti e interviste.
Al termine di ogni puntata viene proposta una "canzone del giorno" scelta dal conduttore o dall'ospite intervistato, ispirata all'argomento principale della puntata.
L'ultima trasmissione avviene il 29 dicembre 2017.